# 王家堎镇
王家堎镇，是中华人民共和国陕西省宝鸡市太白县下辖的一个乡镇级行政单位。

## 行政区划
王家堎镇下辖以下地区：
中明村、和平村、板桥村和元坝子村。